# Antoine de Pas
Antoine de Pas, Marquis de Feuquières (* 16. April 1648 in Paris; † 27. Januar 1711 ebenda) war ein französischer Heerführer im 17. Jahrhundert. Seine Erfahrungen schrieb er als Buchautor zu Beginn des 18. Jahrhunderts nieder.

## Leben
Der Adlige entstammte einer alten, seit der Zeit der Kreuzzüge bekannten Familie aus dem Artois, die ihren Namen vom Ort Pas im heutigen Département Pas-de-Calais erhielt. Sie herrschte über Feuquières. Antoine war der Sohn von Isaac de Pas, Marquis de Feuquières.
Antoine trat mit 18 Jahren ins Regiment des Königs Ludwig XIV. ein und nahm am Feldzug von 1667 im Devolutionskrieg teil. Nach der Belagerung von Lille, bei der er verwundet wurde, erhielt er den Rang eines Capitaine (Hauptmann). Von 1672 bis 1673 war der Marquis als Adjutant des Marschalls von Luxembourg bei militärischen Einsätzen aktiv. Nach der Belagerung von Oudenaarde im Jahr 1674 übertrug man ihm den Befehl über ein königliches Marineregiment. Zwei Jahre später wurde ihm ein eigenes Regiment anvertraut, das als Regiment de Feuquières von 1676 bis 1700 bestand und später in 15. Infanterieregiment umbenannt wurde.
Feuquières Karriere setzte sich unter Turenne und François de Créquy fort, wobei er sich namentlich bei der Eroberung von Bouchain im heutigen Département Nord im Jahr 1676 durch Tapferkeit auszeichnen konnte. In der Schlacht bei Saint-Denis (1678) im Jahr 1678, der letzten im Französisch-Niederländischen Krieg, verteidigte er das königliche Hauptquartier gegen die Engländer. Als Brigadier war er zehn Jahre später an der Belagerung von Philippsburg beteiligt.
1689 zum Generalmajor befördert, bekämpfte der Marquis im Piemont unter Nicolas de Catinat die aufrührerischen Waldenser. Im Verlauf dieser Aktion erhielt Feuquières den Spitznamen „Zauberer“. Es gelang indes nicht, Balsiglia einzunehmen, wohin die Waldenser ausgewichen waren. 1691 wurde er zur französischen Armee in Deutschland versetzt, wo der Pfälzische Erbfolgekrieg stattfand. Er verteidigte sich 1692 am Speyerbach gegen eine große Übermacht, wurde 1693 Generalleutnant und trug wesentlichen Anteil am französischen Sieg in der Schlacht bei Neerwinden am 29. Juli 1693 unter ihrem Feldherrn Marschall von Luxembourg.
Da er sich durch seinen anmaßenden und selbstsüchtigen Charakter viele Feinde gemacht hatte, fiel er in Ungnade und blieb nach dem Frieden von Rijswijk (1697) ohne Kommando. Marschall Villeroi imponierten die Leistungen des Regiments weniger als seinem verstorbenen alten Kommandeur Luxembourg.

## Memoiren
Feuquières sah die Wiederaufnahme des Krieges im Jahr 1701 ohne ihn mit Missfallen. Er zog sich, verbittert über das Vorenthalten des Marschallstabes, konsequenterweise zurück. Er nutzte diese Zeit, um Gedanken zum Kriegshandwerk niederzuschreiben. So entstand die erste bemerkenswerte französische Arbeit über Kriegskunst. Voltaire profitierte davon in seinem Werk Le Siècle de Louis XIV.
Feuquières Erinnerungen entwickelten sich zu einem respektablen Standardwerk für die Soldaten im 17. Jahrhundert, da sie sich bis ins Detail auf alle Arten der Kriegskunst und des Militärdienstes bezogen.
Die Mémoires sur la guerre erschienen erstmals in seinem Todesjahr und wurden bald nachgedruckt (Paris 1711, 1725, 1735 und weitere, London 1736, Amsterdam anschließend). Eine englische Übersetzung unter dem Titel Memoirs of the Marquis de Feuquieres erschien in London 1737. Eine deutsche Übersetzung unter dem Titel Feuquieres geheime Nachrichten wurde in Leipzig 1732 und 1738 sowie in Berlin 1786 herausgegeben.
Die Denkschriften Feuquières waren dem preußischen König Friedrich dem Großen so wichtig, dass er sie als Lektüre an seine Offiziere ausgab und befahl, daraus den Kadetten bei ihren Mahlzeiten vorzulesen.
Seine Mémoires sur la guerre, herausgegeben von seinem Neffen in Paris 1770 (4 Bände), sind eine für die Kriegsgeschichte im 17. Jahrhundert wichtige Quelle.

## Werke
- Feuquiere (A. de Pas Marquis): Kriegsnachrichten. Eine freie Übersetzung der neuesten Ausgabe dieses Werks. Mit Anmerkungen und verbesserten Plänen von einem Königl. Preußischen Offizier. 2 Bände. J.F. Unger, Berlin 1786.
- Feuquieres (A. de Pas Marquis): Geheime und sonderbare Kriegs=Nachrichten des Marggrafen von Feuquieres. 2 Teile. Weidmann, Leipzig 1738. Digitalisat ETH-Bibliothek Zürich
- Feuquiere (A.de Pas Marquis): Memoires de M. Le Marquis de Feuquiere, Lieutenant-General Des Armees du Roi; Contenans ses Maximes sur la Guerre, & L’application des Exemples aux Maximes. Diverse Ausgaben und anderem Digitalisat(Ausgabe von 1775) bei Bibliothèque nationale de France